# Héctor Sanabria (Fußballspieler, 1985)
Héctor Arnaldo Sanabria (* 29. August 1985; † 27. August 2013) war ein argentinischer Fußballspieler.

## Sportlicher Werdegang
Sanabria debütierte 2003 für den Club Atlético Nueva Chicago im Erwachsenenbereich. Im Saisonverlauf bestritt er 17 Erstligaspiele, stieg jedoch zum Saisonende mit der Mannschaft aus der Primera División ab. Nach einem Jahr in der zweitklassigen Primera B Nacional, in dem er lediglich zwölf Spieleinsätze verbuchen konnte, wechselte er Anfang 2006 in die dritte Liga. Ein Jahr bestritt er beim CSD Flandria, ehe er bis 2008 für Deportivo Merlo auflief. 
Ab 2008 war Sanabria vor allem in den vierthöchsten argentinischen Spielklassen unterwegs, dabei spielte er für den Club Atlético Fénix und den Argentino de Merlo, ehe er 2011 nach Costa Rica zum AD Municipal Pérez Zeledón wechselte. Im Campeonato de Verano 2012 belegte er mit der Mannschaft den ersten Platz, scheiterte jedoch im Play-off-Halbfinale am späteren Meister CS Herediano. Anfang 2013 kehrte er wieder nach Argentinien zurück, wo er bei Deportivo Laferrere in der dritten Spielklasse unterkam. Während eines Ligaspiels gegen General Lamadrid brach er wenige Tage vor seinem 28. Geburtstag ohne Einwirken eines Gegenspielers zusammen und starb später im Krankenhaus.